# Fritz Wittek
Fritz Wittek (* 1961) ist ein deutscher Schlagzeuger des Creative Jazz.
Wittek lernte als Autodidakt Schlagzeug. Er spielte zunächst im Trio mit Wollie Kaiser und Dieter Manderscheid. Dann gehörte er der Gruppe Tome XX an und  unternahm mit diesen Bands Tourneen durch Europa, Afrika und Lateinamerika. Aktuell spielt er im Schlagzeug-Trio Scordatura (u. a. mit seiner Frau, der Schlagwerkerin Marianne Steffen-Wittek). Er trat auch im Film Pola X auf und ist auch auf Alben von Norbert Stein (Die 5 Tage) und Anne Hartkamp (glücklich) zu hören. Weiterhin lehrte er u. a. an der Offenen Jazz Haus Schule.

## Diskographische Hinweise
- Wittek / Kaiser / Manderscheid Trotzdem (JazzHausMusik 1982)
- Wittek / Kaiser / Manderscheid Jazz … oder Was (JazzHausMusik 1987)
- Tome XX Natura Morta (JazzHausMusik 1988, mit Dirk Raulf, Thomas Heberer, Tim Wells)
- Tome XX The Red Snapper (JazzHausMusik 1991, mit Dirk Raulf, Thomas Heberer, Dieter Manderscheid)
- Tome XX Third Degree (JazzHausMusik 1993, mit Dirk Raulf, Thomas Heberer, Dieter Manderscheid)
- Tome XX She Could Do Nothing by Halves (JazzHausMusik 1997, mit Dirk Raulf, Thomas Heberer, Dieter Manderscheid)